# Zool Fleischer
Pour les articles homonymes, voir Fleischer.
Zool Fleischer, de son vrai nom Olivier Fleischer, né en 1958 à Boulogne-Billancourt, est un jazzman français, pianiste et compositeur.

## Biographie
Élevé dans une ambiance artistique, Zool Fleischer joue du piano depuis son enfance. Sa première apparition publique, en solo, date de 1976. Il joue ensuite en compagnie de Boulou Ferré, Steve Grossman, Tony Scott, Barney Wilen  et dans le Swing String System de Didier Levallet.
Quelques années plus tard, Il forme avec Marc Bertaux (contrebasse) et Tony Rabeson (drums) un trio élargi ensuite en quintet, avec Alain Debiossat (saxophone) et Lionel Benhamou (guitare). Il collabore également au quartet du trompettiste Wallace Roney avant de former un nouveau groupe avec Marc Bertaux (contrebasse), Stéphane Huchard (drums), Denis Leloup (trombone) et Julien Lourau (saxophone). En 1996, il se produit à New York où il joue notamment avec Joe Lovano (saxophone) et Joe Locke (vibraphone).
En 2024, il fonde le trio The Fab Three, toujours en compagnie de Marc Bertaux (contrebasse) et avec Franck Agulhon (batterie). Après plus de vingt ans de silence discographique, il signe avec cet ensemble en auto-production un nouvel album éponyme contenant 14 de ses compositions.
Zool Fleischer est lauréat du Prix Django Reinhardt du meilleur musicien de jazz français 1986.
Il est le frère du peintre et illustrateur Marc Taraskoff.

## Discographie
- Picnic tragic (Ecorce, 1986)
- Trios (Nocturne/Night&Day, 1989)
- Zoolitude (Pianovox, 1999)
- Zooloup (Cristal Records, 2002)
- The Fab Three (Zoolman Prod, 2024)